# Meryaa

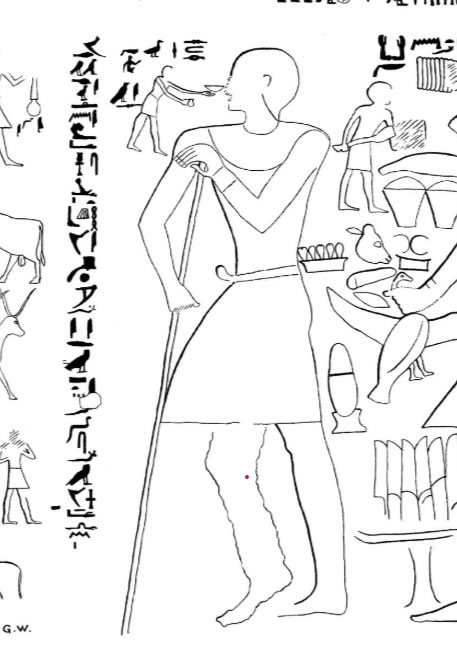
Meryaa auf der Südwand seiner Grabkapelle

Meryaa {der Geliebte ist groß) war ein lokaler Beamter im Alten Ägypten zur Zeit der 8. Dynastie, am Beginn der 1. Zwischenzeit, der von seinem dekorierten Grab in el-Hagarsa in Oberägypten bekannt ist. In seinem Grab wurden die Titel Fürst (Ḥ3.tj-ˁ = Hati-a), Vorlesepriester (H̱rj-ḥ3bt = Cheri-habet) und einzig(artig)er Freund (Smḥr-w ˁ.tj = Semher-wati) erwähnt, auch werden insgesamt sechs Frauen (Isis, Wenetschi, Nefertjenetet, Hehi, Hesyt Tepu) und zahlreiche Kinder genannt. Unter den Töchtern befindet sich auch eine Frau mit dem Namen Bebi. Eine gleichnamige Frau war die Gemahlin des Wahi. Eventuell handelt es sich um dieselbe Frau.
Meryaas Grabkapelle (moderne Nummer D18) besteht aus drei hintereinander liegenden Räumen, die jeweils kleiner sind als der vorherige Raum. Unter der Kapelle befinden sich drei über einen separaten Gang betretbare Grabkammern. Am Eingang seiner Grabkapelle befindet sich jeweils ein Bild von Meryaa und im Eingangsbereich auch auf der Ostwand eine längere Idealbiografie. Die Südwand der Kapelle zeigt Rinder, die dem Meryaa vorgeführt werden. Auf der Westwand sieht man ihn zweimal mit je einer anderen Gattin, wie ihnen Opfer dargereicht werden.
Das Grab wurde zuerst von Flinders Petrie aufgenommen und 1908 publiziert. 1995 veröffentlichte ein australisches Team unter Naguib Kanawati einen weiteren Bericht, nachdem die Szenen des Grabes nochmals neu gezeichnet und fotografiert worden waren.